# 上杉憲国
上杉 憲国（うえすぎ のりくに）は、安土桃山時代から江戸時代前期の武士。上杉憲政の孫。

## 略歴
山内上杉家15代当主・上杉憲政の子である憲重の子として誕生した。
天正6年（1578年）の御館の乱で助命されたとも、乱の後に生まれたともされる。倉本氏によって養育されたあと元服したようであるが、詳しい消息は不明である。
子の一人憲方は、倉本憲方とも称したと云われ、息子に憲秀がいる。